# Buninotus
Buninotus is een geslacht van wantsen uit de familie van de Reduviidae (Roofwantsen). Het geslacht werd voor het eerst wetenschappelijk beschreven door Maldonado in 1981.

## Soorten
Het genus is monotypisch en bevat alleen de volgende soort:

- Buninotus niger Maldonado, 1981